# Thirteen Tales From Urban Bohemia
Thirteen Tales From Urban Bohemia è il terzo album in studio del gruppo musicale statunitense The Dandy Warhols, pubblicato il 1º agosto 2000 dalla Capitol Records.
In esso è contenuto il singolo Bohemian Like You, che divenne famoso in Italia nel 2002, dopo essere stato scelto come jingle per una pubblicità della Vodafone. Visto il successo del brano presso il pubblico italiano, il gruppo americano ha anche partecipato al Festivalbar di quell'anno. Bohemian Like You è stata anche mixata dal DJ tedesco Mousse T. nel 2006 con una delle sue canzoni (Horny), per creare il singolo Horny As A Dandy, anch'esso presentato al Festivalbar.

## Accoglienza
| Recensione    | Giudizio |
| ------------- | -------- |
| AllMusic      |          |
| NME           |          |
| Rolling Stone |          |

Thirteen Tales From Urban Bohemia ha ottenuto recensioni positive da parte dei critici musicali. Su Metacritic, sito che assegna un punteggio normalizzato su 100 in base a critiche selezionate, l'album ha ottenuto un punteggio medio di 80 basato su diciotto recensioni.

## Tracce
Testi e musiche di Courtney Taylor-Taylor, eccetto dove indicato.
1. Godless – 5:20
2. Mohammed – 5:20
3. Nietzsche – 5:40
4. Country Leaver – 3:22
5. Solid – 3:08
6. Horse Pills – 3:24
7. Get Off – 3:10
8. Sleep – 5:57
9. Cool Scene – 4:07
10. Bohemian Like You – 3:31
11. Shakin' – 3:55
12. Big Indian – 3:34
13. The Gospel – 5:35 (Peter Holmström, Courtney Taylor-Taylor)

## Classifiche
| Classifica (2000-02) | Posizione massima |
| -------------------- | ----------------- |
| Australia            | 25                |
| Irlanda              | 22                |
| Italia               | 31                |
| Norvegia             | 18                |
| Nuova Zelanda        | 37                |
| Paesi Bassi          | 70                |
| Regno Unito          | 32                |
| Stati Uniti          | 182               |